# Mixed Pickles

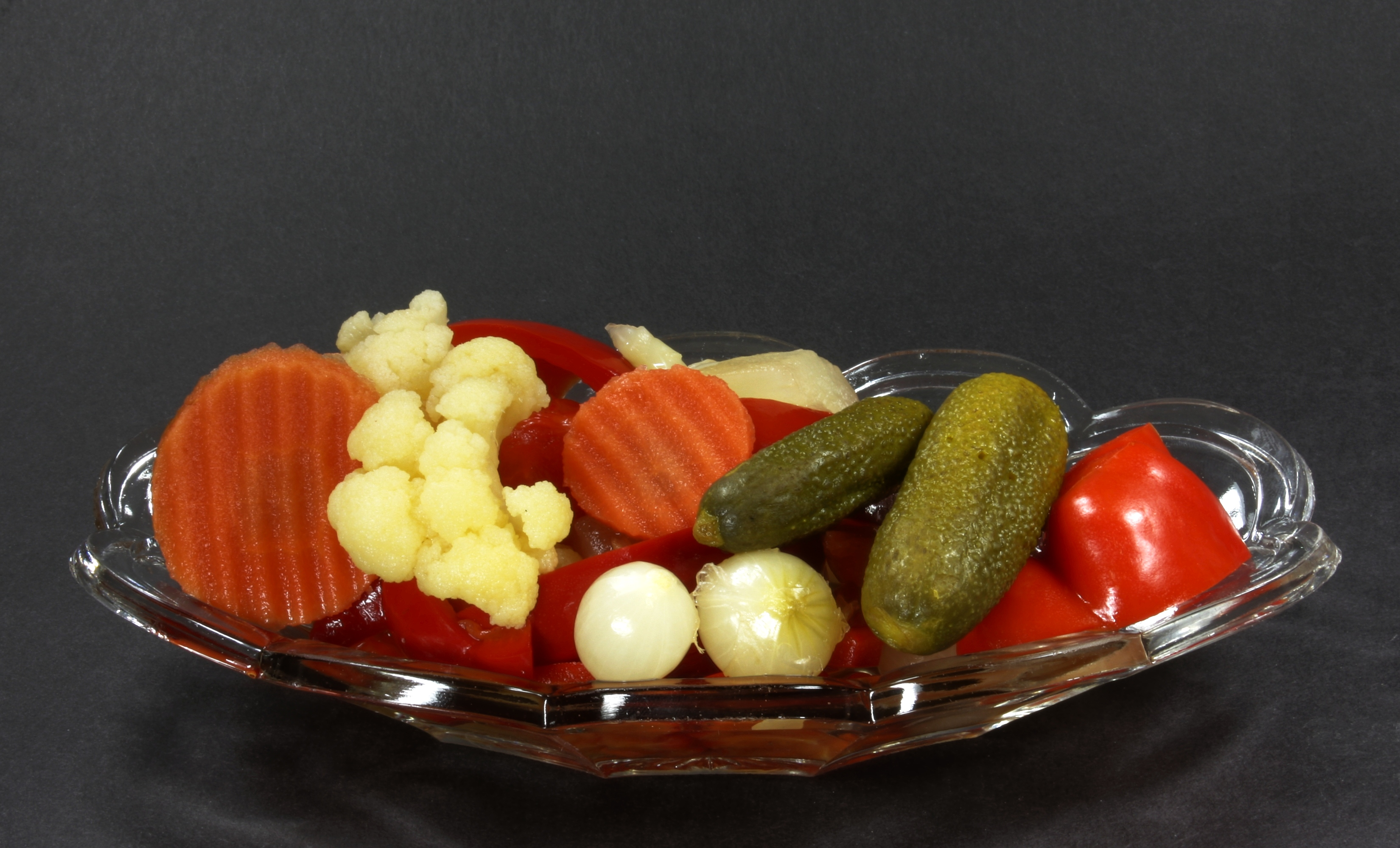
Eine Schale Mixed Pickles: Paprika, Silberzwiebeln, Blumenkohl, Möhren und kleine Gurken

Mixed Pickles (englisch „Gemischtes Eingelegtes“) oder auch nur Pickles (Plural) ist eine pikante Beilage, bestehend aus verschiedenen Früchten und Gemüseteilen, die mit spanischem Pfeffer und anderen Gewürzen in scharfem Essig eingelegt sind.
Die Beilage stammt ursprünglich aus Ostindien, ist heute jedoch vorwiegend in England und im nordamerikanischen Raum beliebt. Als Zutat wird Gemüse verwendet, das sich auch im mitteleuropäischen Raum leicht anbauen lässt, wie etwa kleine Gurken und Zwiebeln, grüne Bohnen, junge Maiskolben, Blumenkohl, Paprika, Möhren und dergleichen.